# Xiamen International Centre
Das an der Lujiang Road erbaute Xiamen International Centre ist mit 340 Metern und 81 Etagen der höchste Wolkenkratzer in Xiamen (chinesisch 廈門市 / 厦门市, Pinyin Xiàmén shì). Die Fertigstellung des Gebäudes erfolgte 2017.